# HD29305
α Золотої Риби (лат. Alpha Doradus, α Dor) також HD29305 — найяскравіша зірка в південному сузір’ї Золотої Риби. Відстань до цієї системи, виміряна за допомогою методу паралакса, становить близько 169 світлових років (52 парсека) від Сонця. Подвійна система має видиму зоряну величину в смузі V

## Подвійна зоря
Головна зоря цієї системи належить до хімічно пекулярних зір й має спектральний клас A0.
В той же час спектральний клас іншої компоненти залишається  ще не визначеним.

## Фізичні характеристики
Телескоп Гіппаркос зареєстрував фотометричну змінність  даної зорі з періодом    2,94 доби в межах від  Hmin= 3,25 до  Hmax= 3,21.

## Магнітне поле
Спектр даної зорі вказує на наявність магнітного поля у її зоряній атмосфері.
Напруженість повздовжної компоненти поля оціненої з аналізу
крил ліній Бальмера
становить   53,8±  50,6 Гаус.